# Condado de Pushmataha

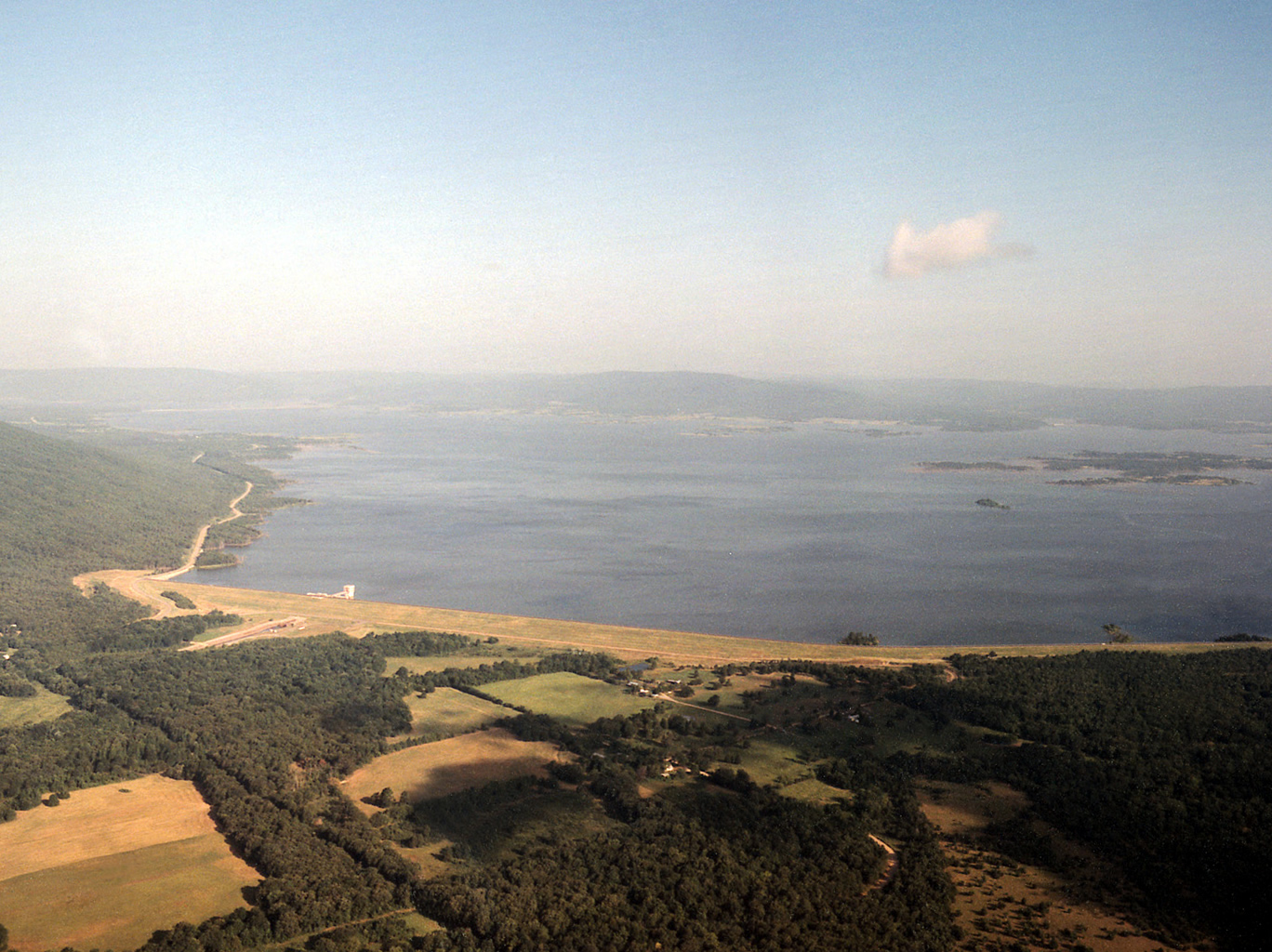
Vista aérea del lago Sardis.

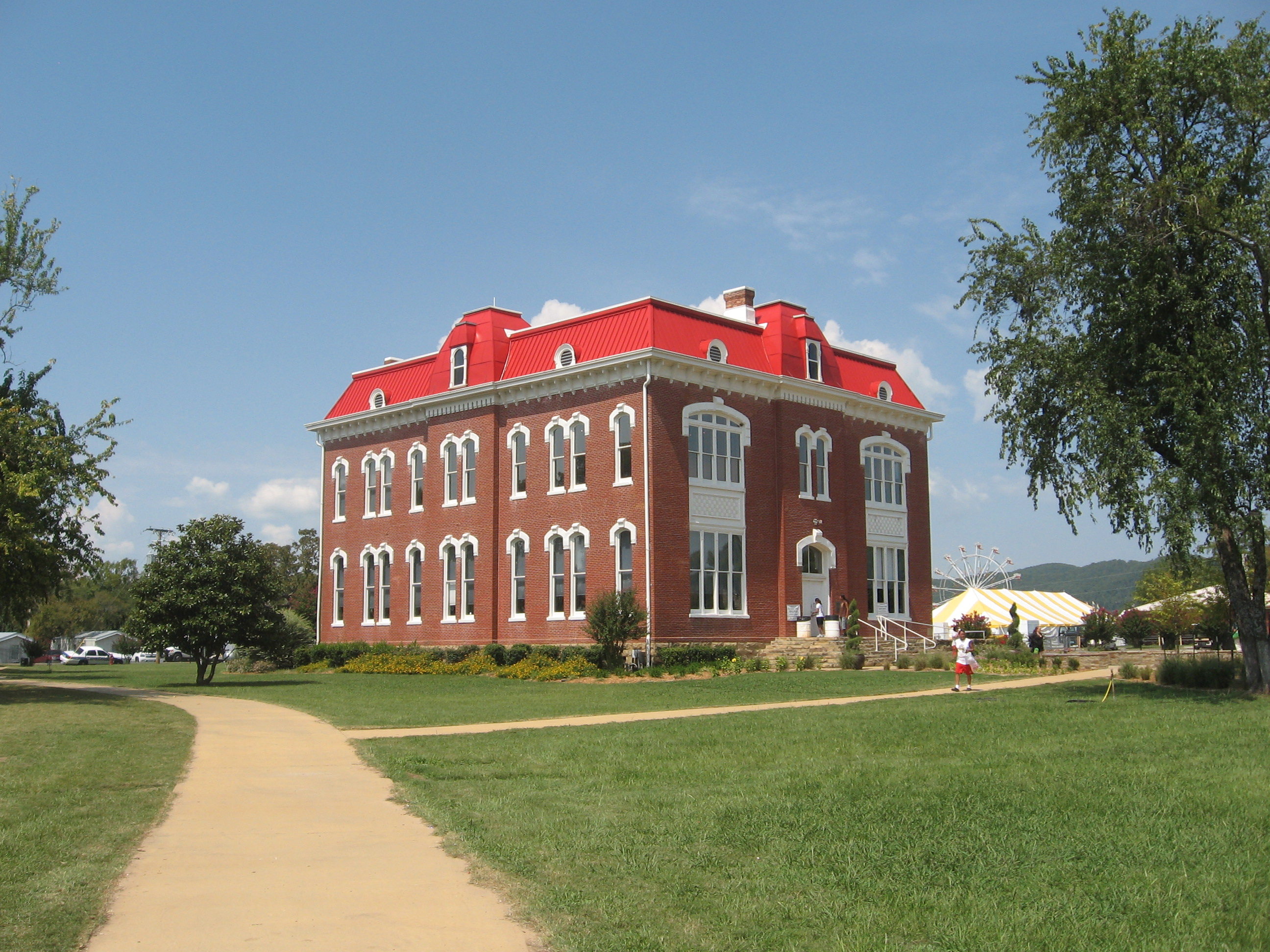
Museo del capitolio de los choctaw donde desarrollaron su autogobierno entre 1884 y 1907.

El condado de Pushmataha (en inglés: Pushmataha County), fundado en 1907 , con nombre en honor al jefe Pushmataha de los choctaw, es un condado del estado estadounidense de Oklahoma. En el año 2000 tenía una población de 11.667 habitantes con una densidad de población de 3 personas por km². La sede del condado es Antlers.

## Geografía
Según la oficina del censo el condado tiene una superficie total de 3686 km² (1423,2 mi²), de los que 3618 km² (1396,9 mi²) son tierra y 75 km² (29,0 mi²) (1,79 %) son agua.

### Condados adyacentes
- Condado de Latimer - norte
- Condado de Le Flore - noreste
- Condado de McCurtain - este
- Condado de Choctaw - sur
- Condado de Atoka - oeste
- Condado de Pittsburg - noroeste

### Principales carreteras y autopistas
- U.S. Autopista 271
- Carretera Estatal 2
- Carretera Estatal 3
- Carretera Estatal 43
- Carretera Estatal 93
- Carretera Estatal 144
- Indian Nation Turnpike (de peaje)

## Demografía
Según el censo del 2000 la renta per cápita media de los habitantes del condado era de 22.127 dólares y el ingreso medio de una familia era de 27.808 dólares. En el año 2000 los hombres tenían unos ingresos anuales 25.509 dólares frente a los 17.473 dólares que percibían las mujeres. El ingreso por habitante era de 12.864 dólares y alrededor de un 23,20% de la población estaba bajo el umbral de pobreza nacional.

## Ciudades y pueblos
| - Abbott - Adel - Albion - Antlers - Belzoni - Clayton - Cloudy - Cohn - Corinne - Council House - Crum Creek - Darwin - Dela - Dunbar - Ethel - Eubanks - Fewell - Finley - Gee - Honobia | - Johns Valley - Jumbo - Kellond - Kiamichi - Kosoma - Lyceum - Miller - Moyers - Nashoba - Nolia - Oleta - Rattan - Rodney - Sardis - Snow - Sobol - Spencerville - Stanley - Tuskahoma - Wilson - Zoraya |